# 錫木うり
錫木 うり（すずき うり、1996年- ）は、日本の女優。東京都出身。

## 人物・来歴
映画24区スクール出身。
趣味は一人カラオケ、特技は変顔。
2019年、劇団スポンジの「埋める日」に出演。
2020年、映画、「衝動」では、総勢300名を超えるオーディションから準主演ユウコ役に抜擢。
劇中に過激なシーンがあることから、主演の見上愛、倉悠貴のファンに叩かれるかもしれない、と心配していた。

## 出演

### 映画
- 「そこでただ漂う」（2017年） - レズビアンカップル 役
- 「命売るわけ」（2017年)  - カオル 役
- 「黄ピンクに沈む青い空」（2020年） - 衣千花 役
- 「エッシャー通りの赤いポスト」（2020年） - 千堂楓 役
- 「衝動」（2021年） - ユウコ 役
- 「車軸」（2023年） - 真奈美 役[5]
- 「めためた」（2023年） - 鈴村 役[6]
- 「カオルの葬式」（2024年） - デリヘル嬢 役[7]

### 舞台
- 「埋める日」(2019年)
- 「連劇　トイレ・ストーリー」（2020年）

### TV
- EX 全力坂 「プレミアアンチエイジング」篇

- CX「スカッとジャパン」

### CM
- マックシェイクマスカット（2021年）

### MV
- くどうもも 「烏龍茶」「セブンティーン」(2017年)
- Sh.Nayhon yoso 「makran」(2020年)
- sleepy head「君は僕の代わりに誰を抱く」（2021年）
- C SQUARED「Stargaze」（2021年）

### 配信ドラマ
- おとなになっても（2025年） - 恵利 役[8]